# Isola di Picard
L'isola di Picard (nota anche come isola Occidentale) è un'isola delle Seychelles. È la terza isola più grande dell'Atollo di Aldabra, nel gruppo di isole omonimo, 1000 chilometri a sudovest dalla capitale del Paese, Victoria. L'isola ricopre un'area di 9,4 km².
Quest'isola forma il margine nordoccidentale dell'atollo di Aldabra. È separata dall'isola (meridionale) di Grand Terre, a sud, dal canale Passe Femme, che comprende alcune isolette, e dall'isola di Polymnieli, ad ovest, dal Grand Passe. L'unica abitazione dell'atollo è una base scientifica situata sull'isola di Picard, che è occupata solamente per tre mesi l'anno.